# Назмабад (Марказі)
Назмабад (перс. نظم اباد) — село в Ірані, у дегестані Седе, у Центральному бахші, шахрестані Ерак остану Марказі. За даними перепису 2006 року, його населення становило 453 особи, що проживали у складі 139 сімей.

## Клімат
Середня річна температура становить 12,46 °C, середня максимальна – 31,47 °C, а середня мінімальна – -8,46 °C. Середня річна кількість опадів – 267 мм.
| Клімат поселення                              | Клімат поселення | Клімат поселення | Клімат поселення | Клімат поселення | Клімат поселення | Клімат поселення | Клімат поселення | Клімат поселення | Клімат поселення | Клімат поселення | Клімат поселення | Клімат поселення | Клімат поселення |
| Показник                                      | Січ.             | Лют.             | Бер.             | Квіт.            | Трав.            | Черв.            | Лип.             | Серп.            | Вер.             | Жовт.            | Лист.            | Груд.            |                  |
| Середній максимум, °C                         | 6,75             | 8,63             | 12,62            | 18,40            | 23,22            | 29,91            | 31,47            | 30,87            | 26,08            | 19,66            | 12,65            | 7,26             |                  |
| Середня температура, °C                       | −0,86            | 1,02             | 5,00             | 10,79            | 15,62            | 22,32            | 26,09            | 25,47            | 20,67            | 14,24            | 7,25             | 1,85             |                  |
| Середній мінімум, °C                          | −8,46            | −6,6             | −2,59            | 3,18             | 8,02             | 14,72            | 20,68            | 20,06            | 15,28            | 8,84             | 1,84             | −3,54            |                  |
| Норма опадів, мм                              | 38               | 39               | 48               | 33               | 26               | 3                | 1                | 1                | 0                | 11               | 27               | 40               |                  |
| Середньомісячна швидкість вітру, м/с          | 1.78             | 2.06             | 2.56             | 3.14             | 2.64             | 2.48             | 2.53             | 2.32             | 2.20             | 2.20             | 1.85             | 1.31             |                  |
| Середньомісячна сонячна радіація, кДж/м²·день | 9310             | 12764            | 15217            | 18441            | 22494            | 26877            | 25916            | 24245            | 21267            | 15786            | 11099            | 9144             |                  |
| --------------------------------------------- | ---------------- | ---------------- | ---------------- | ---------------- | ---------------- | ---------------- | ---------------- | ---------------- | ---------------- | ---------------- | ---------------- | ---------------- | ---------------- |
| Джерело:                                      |                  |                  |                  |                  |                  |                  |                  |                  |                  |                  |                  |                  |                  |